# Токсичные сборщики
Токси́чные сбо́рщики (также «Черные сборщики», «подставные сборщики подписей») — термин, появившийся во 2015 году и используемый российской оппозицией для обозначения сборщиков подписей для регистрации партии на выборах, которые якобы намерено вносят ошибки в регистрационные документы, например указывали неправильные номера паспортов (изменяя одну цифру), в номере избирательного счета добавляли лишний нолик, или вводили фамилию с ошибкой. Если таких подписей будет более 10 % от общего числа, то избирком по закону не допускает партию к выборам.
Такие действия незаконны, и наказуемы по статье 142 УК (Фальсификация избирательных документов).
По утверждению оппозиции, эта техника была использована против Л. Волкова на выборах 2015 года в Законодательное собрание Новосибирской области и в Калуге.
В 2019 году аналогичная техника была якобы использована против оппозиционных политиков Александра Соловьёва, Любови Соболь, Дмитрия Гудкова, Юлии Галяминой, Ильи Яшина, а также муниципального депутата Константина Янкаускаса и члена партии «Яблоко» Кирилла Гончарова.